# Stella Leppikorpi
Stella Leppikorpi (* 1. Januar 2005) ist eine finnische Schauspielerin.

## Leben und Karriere
Leppikorpi wurde am 1. Januar 2005 geboren. Von 2016 bis 2023 war sie in der Serie Nurses zu sehen. Anschließend war sie 2018 in dem Film Supermarsu zu sehen. 2022 wurde sie für die Serie Munkkivuori gecastet. Im selben Jahr spielte sie in dem Film Kupla die Hauptrolle. 2023 wurde Leppikorpi für ihre Rolle mit dem Jussi Award als beste Schauspielerin ausgezeichnet. Unter anderem setzte sie ihre Karriere in Pohjoisen tähti fort.

## Filmografie
Filme
- 2018: Supermarsu
- 2021: Hatching
- 2022: Kupla

Serien
- 2016–2023: Nurses
- 2016: Pelimies
- 2022: Munkkivuori
- 2023: Pohjoisen tähti